# 叶二娘
叶二娘是金庸武俠小說《天龍八部》中的反派角色，在四大恶人中排行第二，绰号“无恶不作”。叶二娘颇有姿色，左右脸颊上卻各有三道血痕。

## 人物
年輕時叶二娘本来是个好好的姑娘，温柔美貌，端庄贞淑。
爹爹生了重病時，少林派方丈玄慈大師前來為他醫治，救了叶二娘爹爹的命，叶二娘對玄慈既感激，又仰慕，貧家女子無以為報，便以身子相許，生下虛竹，但被蕭遠山奪走嬰兒藏於少林寺，左右脸颊上被蕭遠山抓下三道血痕。从此念子成痴，走火入魔，心性大变，每日清晨盗取别人的婴儿来玩弄，玩弄完便加以杀害。在世紀新修版改成每日清晨盜取別人的嬰兒玩弄，玩到半死不活後，傍晚再交給不相識的人家。
虚竹大战吐蕃大輪寺鳩摩智明王时，因使出逍遥派武功，虽护寺成功，但违反戒律，被时任少林方丈的玄慈行责打及废除武功、驱逐出少林寺，而在执行杖责时，掀开虚竹僧衣，露出腰间九点香疤，引发叶二娘大呼“我的儿啊！”而此时，当初自杀未死的萧远山出现，说出虚竹乃是叶二娘和玄慈之子。萧远山在落崖后潜伏少林寺，并报仇偷走虚竹，使其二十四年内不知父母；而叶二娘也因此伤心欲绝，从此行恶专偷他人孩子。
事实真相大明后，因果连连相扣，玄慈与叶二娘一同自杀，而刚得知身世父母的虚竹却不得不接受同日父母双亡的事实。

## 影視形象

### 劇集
- 梁愛：香港無綫電視《天龍八部》（1982年）
- 涂台鳳：台灣中視《天龍八部》（1990年）
- 李麗麗：香港無線電視《天龍八部》（1997年）
- 石蘭：江蘇省廣播電視總台、九洲音像出版公司聯合出品《天龍八部》（2003年）
- 孟霞：中國華策影視、東陽大千影視聯合出品《天龍八部》（2013年）
- 蘇倩薇：中國新麗傳媒《新天龍八部》（2021年）